# Dangerous (album Michael Jackson)
Dangerous è l'ottavo album in studio del cantante statunitense Michael Jackson, pubblicato il 26 novembre 1991 dalla Epic Records.
L'album segna un profondo cambiamento artistico per Jackson che, con questo disco, abbandona il suo storico collaboratore Quincy Jones, che fino a quel momento aveva svolto il ruolo di produttore all'interno degli album Off the Wall, Thriller e Bad, e si affida ai produttori Bill Bottrell e Teddy Riley, quest'ultimo conosciuto come uno degli ideatori del new jack swing. Grazie a questo genere musicale, che rappresentava una completa novità nel repertorio di Jackson, l'artista riuscirà a modernizzare i suoni e le melodie dei suoi futuri album.
Il disco ha riscosso un grande successo commerciale in tutto il mondo e si certificano a livello mondiale oltre 45 milioni di copie, di cui 8 milioni nei soli Stati Uniti ed è l'album di new jack swing più venduto di tutti i tempi.
Oltre ad aver ricevuto il consenso della critica e del pubblico, Dangerous è stato premiato con numerosi riconoscimenti, tra cui il titolo di Miglior album pop rock dell'anno agli American Music Award del 1993, Miglior album R&B dell'anno ai Soul Train Music Awards del 1992 e, lo stesso anno, vinse un Grammy Award a fronte di quattro nomination (tra cui una per il brano Black or White e due per Jam) come Best Engineered Album (Non Classical), assegnato ai produttori Bruce Swedien e Teddy Riley, mentre, l'anno seguente, Jackson fu onorato del prestigioso Grammy Legend Award.
Nel 2001, in occasione dei 30 anni di carriera solista di Michael Jackson, il disco è stato ripubblicato in Special Edition e rimasterizzato in qualità digitale con aggiunto un booklet revisionato e con foto inedite; per via della lunga durata dell'album non sono state aggiunte nuove tracce, anche se un CD 2 con vari inediti era stato realizzato e trapelò al pubblico on line negli anni seguenti.
Nel 2003 Dangerous è stato inserito al 115º posto all'interno della "Definitive 200" stilata dalla Rock and Roll Hall of Fame, che presenta i 200 migliori album di tutti i tempi, insieme a due precedenti album di Jackson, Off the Wall e Thriller, collocati rispettivamente all'80º e al 3º posto.

## Descrizione

### Antefatti

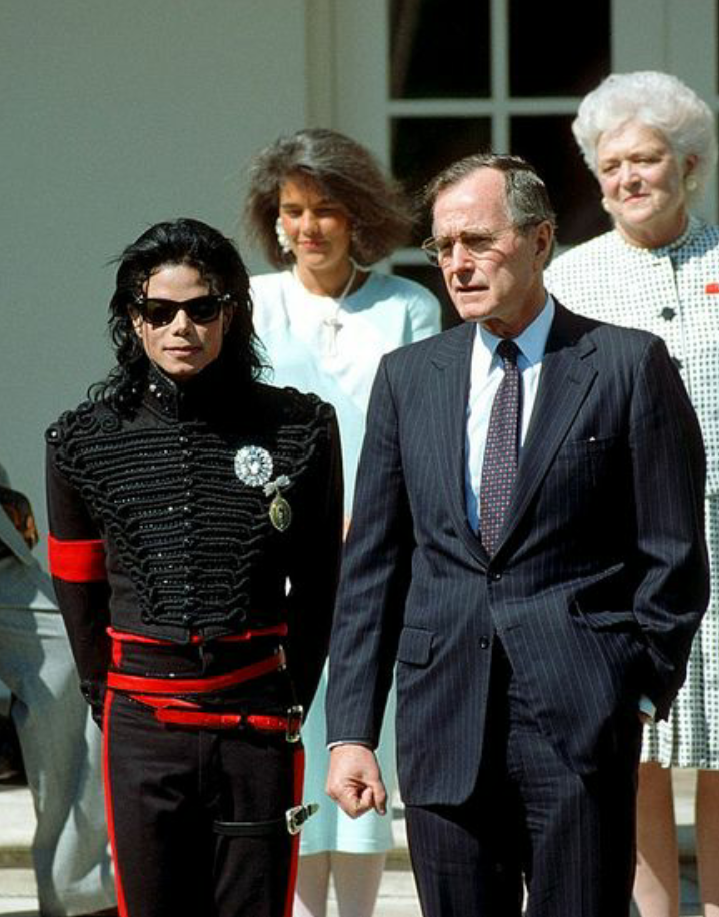
Michael Jackson viene insignito come "Artista del Decennio" dal Presidente degli Stati Uniti d'America George H.W. Bush alla Casa Bianca il 5 aprile 1990.

Il 4 gennaio 1988 la CBS Records, che deteneva il controllo di Columbia Records, Portrait Records ed Epic Records, quest'ultima l'etichetta di Jackson, venne acquisita per 2 miliardi di dollari dalla Sony Corporation creando la Sony Music.
Circa un anno dopo, nel gennaio 1989, una volta ultimato il Bad World Tour in supporto al settimo album in studio Bad, Michael Jackson decise di prendersi un periodo di pausa dalle scene musicali e di dedicarsi ad altri progetti. Il periodo sabbatico si sarebbe dovuto concludere con la pubblicazione, a fine anno, di un Greatest Hits, che si sarebbero dovuto intitolare Michael Jackson's Decade 1979-1989 che, a causa dello slittamento di un anno, cambiò nome in Michael Jackson's Decade 1980-1990, e che avrebbe dovuto contenere al suo interno i più grandi successi del cantante fino ad allora, derivati dagli album Off the Wall, Thriller e Bad oltre che alcuni successi coi Jacksons come Heartbreak Hotel, demo e inediti, tra cui le cover dei brani Strawberry Fields Forever e Come Together dei Beatles. Il progetto venne però abbandonato perché la Sony Music preferì che Jackson si dedicasse alla realizzazione di un nuovo album di solo materiale inedito.
Nel frattempo, nel 1988, Jackson si era trasferito nel Neverland Ranch per cercare maggiore indipendenza dalla numerosa famiglia, composta dai suoi fratelli, sorelle e genitori, con i quali aveva abitato nella villa di Hayvenhurst a Encino sin dal 1971.
Il 5 aprile del 1990, Jackson venne invitato per la seconda volta alla Casa Bianca, questa volta dal 41º Presidente degli Stati Uniti d'America, George Bush senior, per ritirare il premio Entertainer of the Decade, che ogni 10 anni viene assegnato al miglior intrattenitore del decennio.
Nel marzo del 1991, sua sorella Janet Jackson firmò un contratto da 32 milioni di dollari con la Virgin Records facendola diventare in quel momento l'artista col contratto di maggior successo, record infranto una settimana dopo da suo fratello Michael, che strinse un accordo con l'allora capo della Sony Music, Tommy Mottola, per più di 890 milioni di dollari, che si confermò come il più redditizio nella storia della musica e che venne pubblicizzato dai media dell'epoca come "il contratto da un miliardo di dollari".

### Produttori

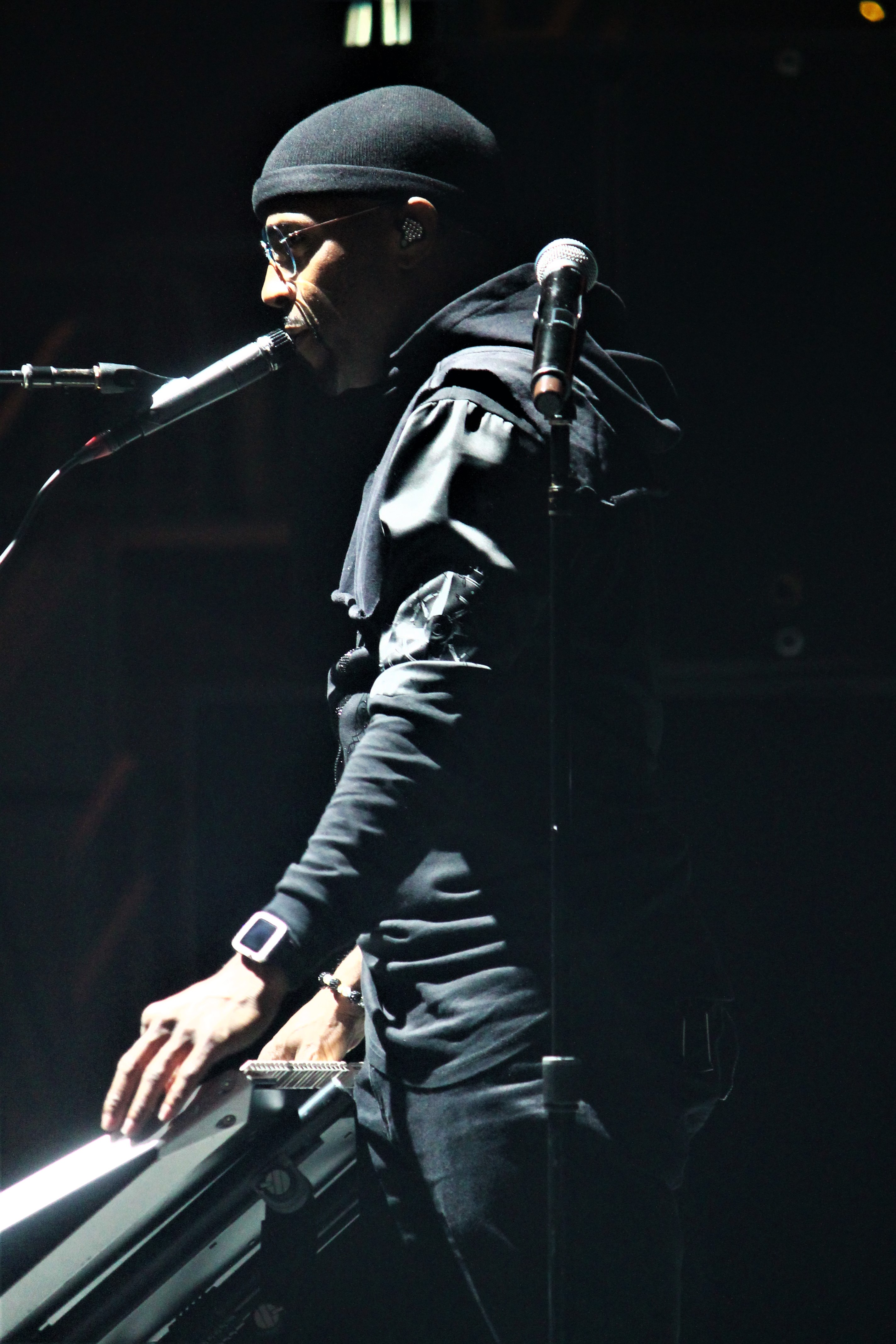
Teddy Riley, principale produttore dell'album Dangerous.

Le registrazioni per Dangerous ebbero inizio a partire dal 25 giugno 1990 presso gli Ocean Way Studios e i Record One Studios a Hollywood, Los Angeles, nell'ambito di sessioni di registrazione rivelatesi le più lunghe nella carriera di Jackson sino ad allora, grazie ai circa sedici mesi di produzione, mentre per Bad (l'album precedente) ne furono sufficienti sei. Fu il primo disco solista dell'età adulta di Jackson non prodotto da Quincy Jones, con il quale il cantante aveva ampiamente collaborato a partire dal 1978, quando lavorarono insieme per l'album della colonna sonora di I'm Magic (The Wiz). Per sostituire Jones, Jackson chiamò inizialmente il produttore Bill Bottrell per alcune canzoni, tra cui una prima versione del brano Dangerous con la collaborazione di Bruce Swedien, storico produttore e tecnico del suono di tutti gli album da solista del cantante alla Epic/Sony Music. Nel mezzo delle sessioni, Jackson decise di rivolgersi anche a Teddy Riley, all'epoca uno dei massimi esponenti nell'ambito del new jack swing e del rap che a quel tempo stava iniziando a diffondersi tra i quartieri delle grandi città statunitensi.
Prima di assumere Bottrell e Riley, il cantante aveva contattato Babyface, Antonio L.A. Reid e Bryan Loren con i quali aveva iniziato a lavorare su alcuni pezzi, ma, sebbene la loro produzione fosse di prim'ordine, il Re del Pop non era completamente soddisfatto delle canzoni sulle quali avevano lavorato insieme. Nello stesso periodo Jermaine Jackson, che aveva di recente stretto un accordo con LaFace Records, si lamentò del fatto che Riley avesse abbandonato il suo progetto per dedicarsi a quello di suo fratello Michael; Jermaine sfogò il suo disappunto dedicando in seguito la canzone Word to the Badd al fratello, nella quale si parla in termini negativi di quest'ultimo.

### Composizione e ispirazioni
Tra la fine degli anni '80 e l'inizio dei '90, i nuovi suoni emergenti dell'hip-hop, del grunge e del new jack swing avevano iniziato a catturare l'attenzione dei giovani americani e come principali esponenti di quei generi vi erano artisti quali i Public Enemy, i Nirvana e la sorella di Michael, Janet Jackson, che con il suo album Rhythm Nation 1814 ottenne un grandissimo successo in Patria, che avevano portato anche nuovi livelli di complessità e politica ai rispettivi generi. Per il suo nuovo album, Michael Jackson volle così ispirarsi in particolare alle sfumature sociali e politiche di Rhythm Nation che lo spinse a creare pezzi orecchiabili, ma che avessero anche contenuti sociali.
Inoltre, come lo era già stato per i suoi precedenti lavori, non voleva che vi fossero canzoni filler all'interno dei suoi album e, per creare Dangerous, dichiarò di essersi ispirato a la suite de Lo schiaccianoci di Čajkovskij, dove riteneva che ogni pezzo fosse una "hit":
(Michael Jackson, Ebony, maggio 1992)

### Collaborazioni e registrazione

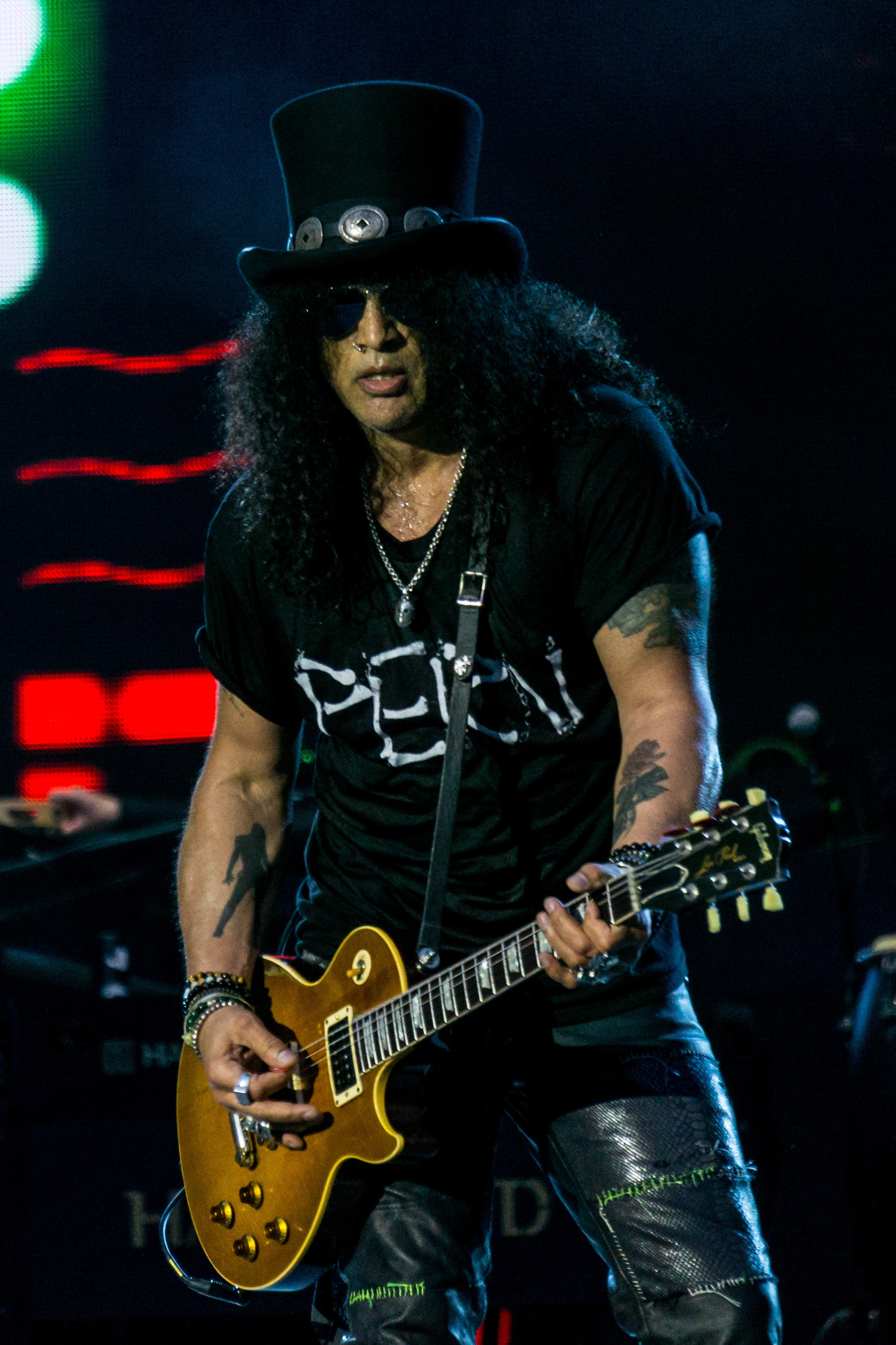
Il chitarrista Slash, uno dei musicisti che parteciparono a Dangerous.

Per Dangerous Jackson collaborò per la prima volta col chitarrista Slash, salito negli anni precedenti alla ribalta con la band Guns N' Roses, che suonò un assolo di chitarra su Black or White, uno all'inizio di Why You Wanna Trip on Me e poi per tutto il brano Give in to Me. Riguardo alla collaborazione, il chitarrista ha dichiarato:
(Slash, febbraio 2019)
Per la prima volta Jackson inserì degli intermezzi rap in alcuni brani, come il rap di Heavy D in Jam o quello di Wreckx-n-Effect in She Drives Me Wild, mentre per il rap su Black or White si affidò al suo collaboratore Bill Bottrell sotto lo pseudonimo L.T.B..

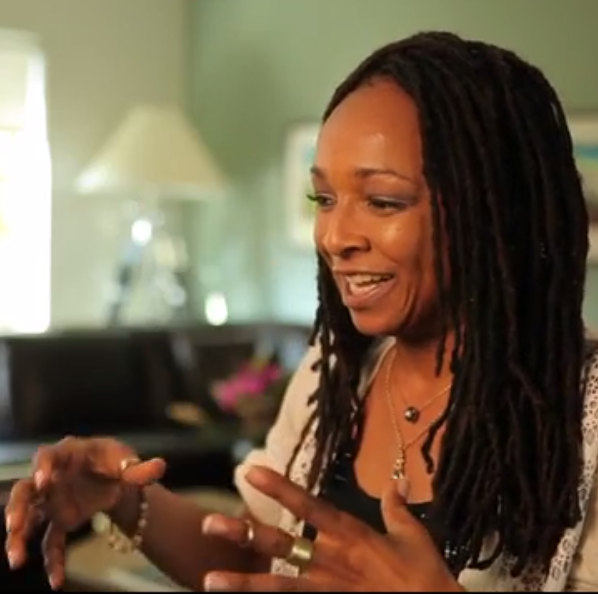
La cantante e autrice Siedah Garrett che co-scrisse assieme a Glen Ballard e Jackson il pezzo gospel Keep the Faith.

Per le canzoni in stile gospel come Will You Be There e Keep The Faith, tornò ad affidarsi per i cori al Andraé Crouch Singers Choir e per la scrittura della seconda al duo Glenn Ballard-Siedah Garrett, che avevano già scritto per lui il pezzo di successo Man in the Mirror, uno dei singoli da top ten del precedente album Bad.
Tra marzo e aprile del 1991, Jackson invitò la cantante Madonna in studio, con la quale voleva duettare nel pezzo In the Closet. La cantante però, dopo aver ascoltato una versione demo del brano, rifiutò la collaborazione dichiarando in seguito:
(Madonna)

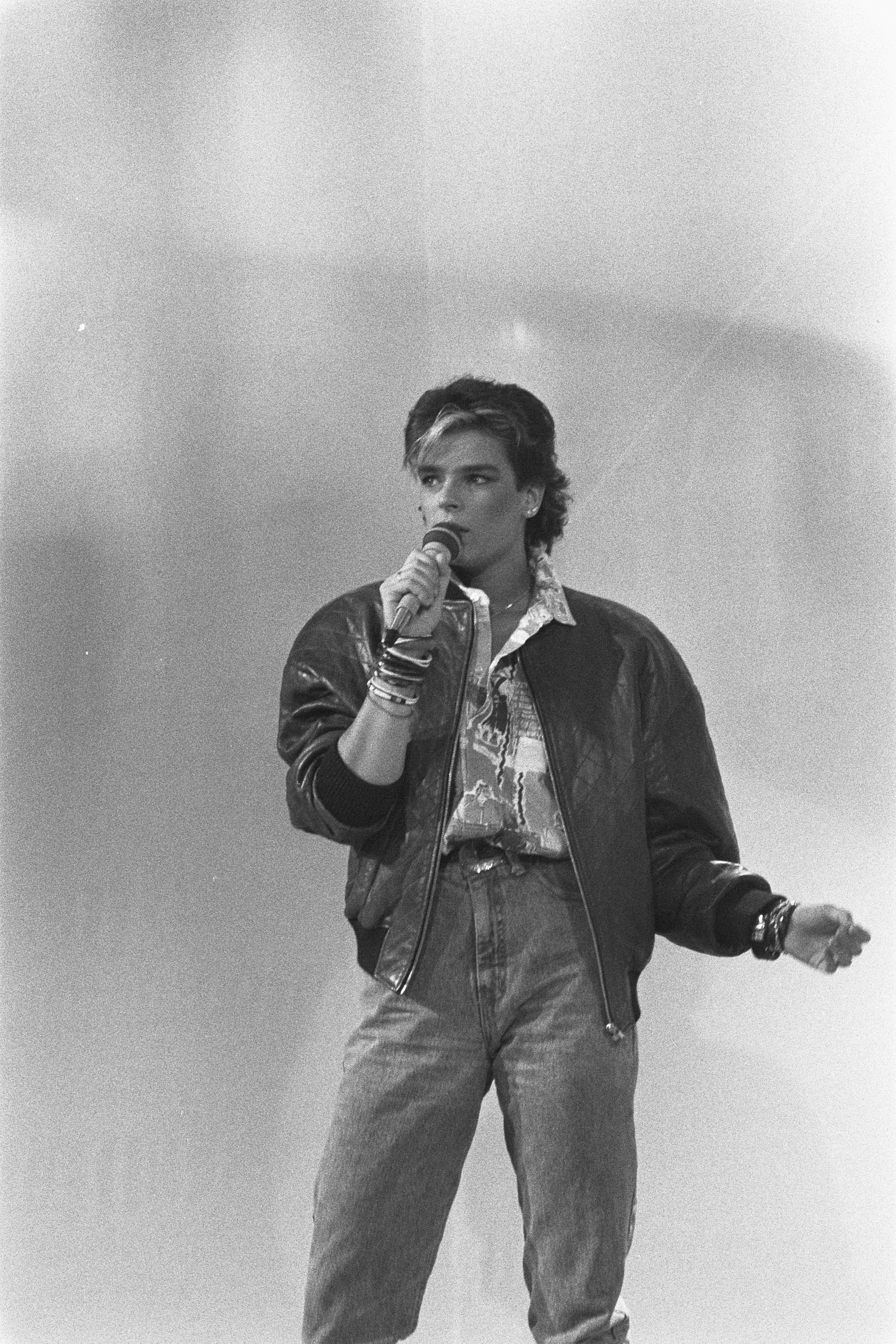
La Principessa Stéphanie di Monaco duetta con Jackson su In the Closet.

Alla fine, dato il rifiuto di quest'ultima, Jackson chiese di registrare i cori femminili alla Principessa Stéphanie di Monaco, allora lanciata verso una carriera musicale. La principessa venne accreditata nel libretto dell'album come "Mystery Girl" e spiegò in seguito che il suo rimanere anonima era legato ad un concorso di MTV in cui i fan di Jackson avrebbero dovuto scoprire chi era la donna misteriosa che duettava con lui, ma alla fine i manager e la casa discografica decisero diversamente, lasciando il mistero su chi duettasse con Jackson nel pezzo per molti anni. La Principessa dichiarò in seguito: 
(Principessa Stéphanie di Monaco, 2013)
La rifinitura del progetto si concluse ad Hollywood ai Larrabee North Studios il 29 ottobre del 1991.

### Canzoni scartate
L'album doveva essere originariamente composto da 18 canzoni, ma vennero in seguito ridotte a 14. Alcuni dei brani scartati, inclusi in album successivi di Jackson, sono Blood on the Dance Floor, Superfly Sister, Earth Song e Slave to the Rhythm, mentre un'altra canzone composta da Riley, Joy, venne in seguito pubblicata dai Blackstreet come singolo dal loro album di debutto, Blackstreet, uscito nel 1994.
Un video trapelato online nel 2023, che mostra Jackson e Bruce Swedien mentre scelgono la tracklist dell'album, ha svelato come nell'idea iniziale ci fosse la volontà di inserire Somone Put Your Hand Out e Blood On The Dance Floor (rispettivamente come 7ª e 13ª traccia dell'album): i due brani saranno, successivamente, sostituiti da Give in To Me e Keep The Faith nel prodotto finale.

### Titolo
Il disco in origine si doveva intitolare Black or White come l'omonimo singolo di lancio. La scelta del titolo iniziale nacque dal fatto che Michael Jackson desiderava rendere il suo nuovo lavoro il più personale tra quelli finora realizzati, trattando gli argomenti che gli stavano più a cuore, come il problema della fame nel mondo, della povertà, delle guerre e soprattutto del razzismo, con il quale Jackson ebbe a che fare personalmente durante la carriera. Successivamente l'idea fu scartata e si decise di proseguire sulla falsariga dei titoli di alcuni dei suoi precedenti album sia da solista che con i Jacksons, che avevano titoli di una sola parola altisonante (come Destiny, Triumph, Thriller, Victory e Bad). Inoltre, dato che l'album precedente si intitolava Bad (cattivo), si optò nel disco che lo stava per seguire per il titolo "Dangerous" (pericoloso) per fare del sarcasmo sulla frase "bad and dangerous" (cattivo e pericoloso); entrambi gli aggettivi intendevano ironizzare sull'immagine che, secondo Jackson, i media davano di lui. Stessa ironia fu applicata nella scelta dell'immagine di copertina.

## Copertina

### Concept
La copertina di Dangerous è un'opera surrealistica realizzata dall'illustratore Mark Ryden, all'epoca esploratore di un nuovo movimento artistico che lui stesso definiva surrealismo pop. Jackson diede a Ryden alcune indicazioni di base contando sulla creatività dell'artista e sulla sua passione per i manifesti del circo degli anni trenta del XX secolo. Gli chiese di utilizzare tutto ciò che aveva sentito dire su di lui per riempire il disegno di particolari, immagini e simboli che si rifacessero alla vita della star, costruendo una sorta di luna park visionario. Gli disse che voleva apparire misterioso e il risultato, un dipinto a smalto acrilico, non fu pronto prima di 6 mesi. L'artista ha spiegato così alcuni dettagli della lavorazione della copertina:
(Mark Ryden)

### Descrizione
L'illustrazione è il frutto di una sovrapposizione di situazioni e ambienti diversi tra cui spiccano un teatro, un altare, un luna park, un circo e un quadro sacro. L'immagine d'insieme ricorda la facciata di un edificio in stile barocco o una casa dell'orrore, classica attrazione da luna park. Un tunnel diabolico va da sinistra a destra percorrendo un ambiente tetro, cupo e oscuro simile a una fabbrica degli orrori (forse ispirato ai suoni in apertura alla titletrack), alla quale si accede da una porta che reca un cartello rievocante le entrate dei lager nazisti, ma riportante la scritta "Dangerous" (pericoloso). Degli animali entrano da un lato del tunnel infernale e ne escono morti dall'altro, tranne un piccolo Michael che indossa gli abiti degli anni di Thriller e un ragazzo identificabile come l'attore Macaulay Culkin. Un tapis roulant trasporta i prodotti nocivi delle fabbriche - missili nucleari, siringhe, armi, molecole ed atomi (forse ad indicare la bomba atomica o il progresso scientifico in generale), teschi e ossa - terminando dentro a un mondo rovesciato che sembra prigioniero della fabbrica.

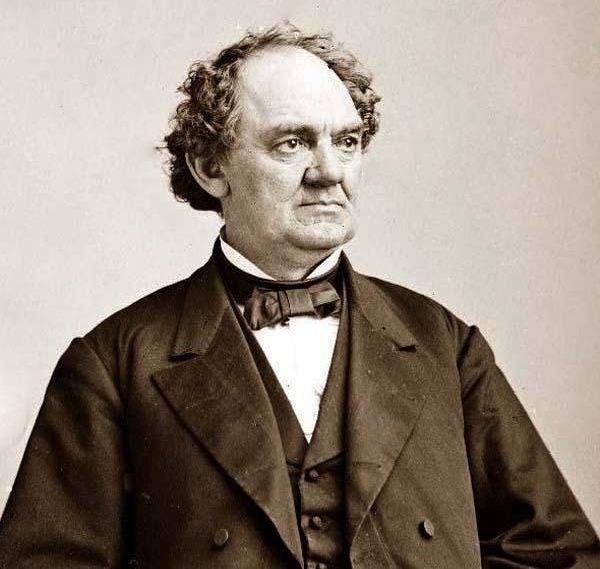
Phineas Taylor Barnum come ritratto nella copertina di Dangerous

Tra i personaggi in primo piano si riconosce il volto di Phineas Taylor Barnum, pioniere degli spettacoli circensi statunitensi e creatore del circo chiamato The Greatest Show on Earth (Il più grande spettacolo del mondo). Sulla sua testa è identificabile invece l'immagine di Mihaly Meszaros, circense simbolo del circo ungherese alto poco più di 83 centimetri, qui vestito dei colori primari rosso, giallo e blu, che indossa il guanto bianco di Jackson nelle esibizioni di Billie Jean.
Al centro dell'immagine, sotto una gigantesca insegna luminosa che reca il nome dell'artista, spiccano gli occhi del cantante, l'unica parte del viso dell'artista visibile in copertina, che qui sembra volersi nascondere e che si rifarebbe al cartellone con gli occhi del Dott.T.J.Eckleburg descritto nel romanzo Il grande Gatsby di Francis Scott Fitzgerald. Al di sotto si trova una serie di animali fuori proporzioni reali con al centro un pavone, animale preferito di Jackson, che era stato anche il simbolo degli ultimi album dei Jacksons. Jackson spiegò il motivo per cui il pavone lo affascinava:
(Michael Jackson, 1978)

Il Trittico del Giardino delle delizie di Hieronymus Bosch, principale fonte di ispirazione per Ryden.

Ai lati della cornice sorgono due figure: a sinistra sta il cosiddetto "Re-cane", a destra una regina dalla testa di martin pescatore (probabilmente un gioco di parole dato che il nome inglese dell'uccello è "kingfisher" ovvero "re-pescatore"). Il "Re-cane" ricalca parzialmente il ritratto di Napoleone Bonaparte del 1806 Napoleone I sul trono imperiale del pittore Jean-Auguste-Dominique Ingres (sarebbe un riferimento alla data di nascita del cantante, che nell'oroscopo cinese si colloca nell'anno del cane), indossa alla mano sinistra un guanto che sprigiona luce, riconoscibile come uno di quelli portati da Jackson in scena, e impugna uno scettro con la testa della "Regina-Martin Pescatore". Più in alto si trova una delle scimmie alate dal film Il mago di Oz, mentre più in basso è collocato un piccolo Cupido che guarda quattro pesci, che rappresentano le quattro stelle principali della costellazione dei Pesci, che trasportano altrettanti putti. Nella diagonale opposta a Cupido è presente la statua della Venere di Botticelli, sotto la quale si trova l'altra figura importante tra quelle ai bordi, cioè la regina con la testa di martin pescatore nella postura e adorna dei simboli di potere con i quali nell'iconografia reale tradizionale vennero ritratte le regine d'Inghilterra Elisabetta I, Elisabetta II e Vittoria. La regina impugna uno scettro con la mano destra e nella sinistra sorregge il globo del sovrano, simboleggiante la sovranità del re sulla Terra. Due uccelli, forse una coppia di Ibis, sollevano il mantello della regina scoprendo gli ingranaggi di un meccanismo complicato che termina con due amanti in una bolla, particolare ripreso dal Trittico del Giardino delle delizie di Hieronymus Bosch, artista simbolo del lavoro di Mark Ryden.
Sopra gli occhi di Michael Jackson è situata una scimmia incoronata, la scimmia sacra simbolo primitivo africano, che rappresenta le origini dell'artista ma che è anche un personaggio dell'Induismo chiamato Hanumat, un vānara personificazione di saggezza, devozione, fede, giustizia, onestà e forza. La scimmia ha le sembianze di Bubbles, lo scimpanzé che visse con Jackson al Neverland Ranch dopo che la star lo salvò da un centro per la ricerca sul cancro che faceva test sugli animali.
Sullo sfondo, dietro la testa di P. T. Barnum, si intravede una piccola immagine del cantante così come appariva nel 1984, e poco più sopra la testa di un bambino metà nero e metà bianco, riferimento ai due colori avuti dalla pelle dell'artista nel tempo. A sinistra della porta la mano di una statua sorregge una bambina con un teschio tra le braccia. La mano ricorda quella del cantante per i tre cerotti applicati ai polpastrelli e per le macchie presenti nel palmo (vitiligine), ciascuna a forma di un continente a formare un atlante, e un numero "7", che l'artista ha dichiarato essere il suo preferito, impresso sul polso. Quando l'album fu pubblicato nel 1991, Jackson non aveva ancora parlato pubblicamente della sua malattia della pelle (lo avrebbe fatto in un'intervista con Oprah Winfrey solo nel 1993). Il teschio nelle mani della bambina potrebbe invece rappresentare la nascita della civiltà (secondo la teoria afrocentristica l'Africa sarebbe infatti la "culla" dell'umanità).
Nel libro Man in the Music: The Creative Life and Work of Michael Jackson l'autore Joseph Vogel descrive la copertina di "Dangerous" con queste parole:
Jackson è consapevole del modo in cui viene percepito e, a volte, recita deliberatamente la parte.
È responsabile della progettazione e dell'erezione della maschera che attira così tanta attenzione. Tuttavia, nonostante tutta l'attenzione, tenta anche di nascondere una parte di sé dietro la facciata. Gli occhi penetranti di Jackson guardano fuori dalla casa di divertimenti post moderna della società proprio come questa guarda a lui.»
(Joseph Vogel, Man in the Music)

## I brani

### Lato A
L'album si apre con un forte suono di vetri infranti che introduce l'inizio della traccia d'apertura, Jam. Il pezzo, caratterizzato da uno stile new jack swing, fonde le sonorità della urban music e il ritmo della cultura hip-hop, a cui si aggiunge la performance rap di Heavy D verso il finale. Il testo del brano tratta dei problemi legati ad una società in progressivo degrado e Jackson fa riferimento a vicende di natura personale, come il suo rapporto con il fratello Jermaine. Il brano che segue, Why You Wanna Trip on Me, di genere rock, è introdotto da un assolo di chitarra piuttosto lungo, eseguito da Slash dei Guns N' Roses (che compare più volte all'interno del disco, in particolare in Black or White e Give In to Me). La canzone evoca problematiche risalenti ai tempi di Bad, quando Michael Jackson ebbe a che fare per la prima volta con i tabloid e il gossip sulla sua immagine; si scaglia contro i mass media, troppo attenti, secondo lui, a seguire e scandagliare la vita delle star piuttosto che a sensibilizzare la gente verso i disagi del mondo. Si passa quindi dai forti suoni rock del finale di questo brano ad un dolce suono di pianoforte, che introduce le atmosfere sensuali e misteriose di In the Closet. Il brano si caratterizza per la voce di donna che accompagna il cantante (che nella versione singolo appartiene alla Principessa Stefania di Monaco, mentre nel video è quella di Naomi Campbell), per i rumori di portiere sbattute e di metallo spaccato e, soprattutto, per il testo, ritenuto uno dei più sessualmente allusivi di Dangerous. La canzone parla di una relazione tra due persone che va mantenuta segreta, come intuibile dal ritornello «A vow to just keep it in the closet» (un giuramento di tenerlo segreto). Il ritmo di In the closet viene interrotto da suoni di clacson e allarmi di macchine che aprono la up-tempo She Drives Me Wild, anch'essa a carattere sessuale, per arrivare a Remember the Time, una canzone d'amore simile alle ballate romantiche degli album precedenti come The Way You Make Me Feel tanto per il ritmo, in stile new jack swing contaminato dal funky e dall'R&B, che per il testo, nel quale Jackson interpreta un uomo che cerca di far ricordare ad una donna il loro vecchio amore, come recitano le prime frasi «Do you remember when we fell in love...» (ti ricordi, quando ci siamo innamorati...). Andando avanti l'album passa a un beat convulso ed elettronico con Can't Let Her Get Away, che a partire dal secondo ritornello è esaltato dal beatbox del cantante.
La settima traccia dell'album è Heal the World. Scritta e composta da Michael Jackson, è la canzone di cui l'artista si dichiara più orgoglioso, come spiegato in una chat via Internet nel 2001, ed è principalmente a sfondo sociale, molto simile a Man in the Mirror del 1988, incentrata sui temi della povertà, della fame nel mondo e della fratellanza fra i popoli. Per il messaggio di pace che esprime, è divenuta una delle canzoni più famose ed apprezzate di Michael Jackson.

### Lato B

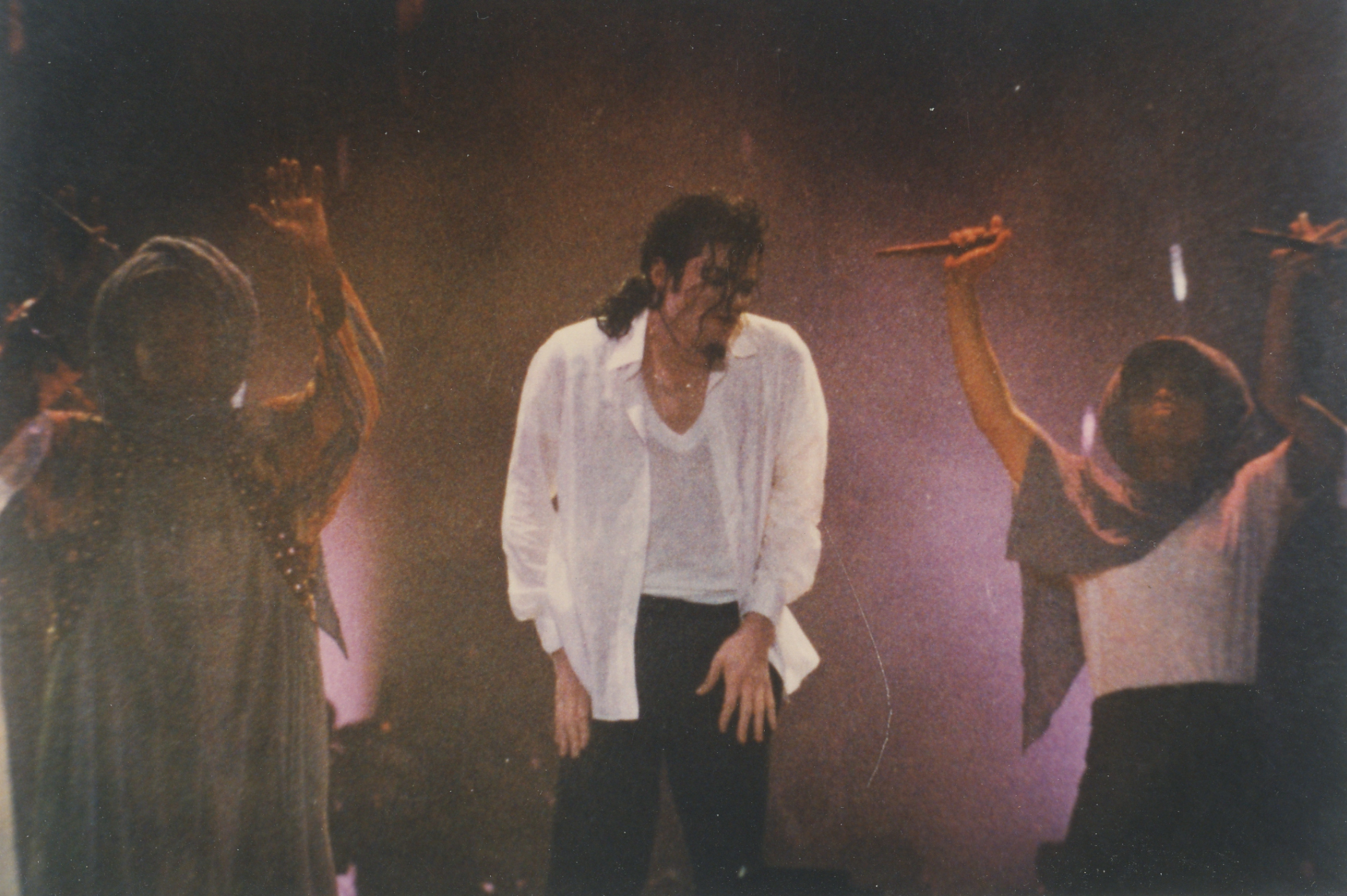
Michael Jackson interpreta Will You Be There durante il Dangerous Tour a Monza nel 1992.

Il brano che segue e che apre il Lato B è la hit Black or White, caratterizzata da un amalgama di dance pop, rap e hard rock e sostenuto nell'intro dalla chitarra di Slash. L'album continua con Who Is It, una malinconica ballata noir il cui tema è una storia d'amore finita male nella quale un uomo scopre l'infedeltà della propria donna ed è costantemente angosciato e desideroso di capire a tutti i costi con quale persona è stato tradito: «Who is it? Is it a friend of mine? Who is it? Is it my brother? Who is it? Somebody hurts my soul» (Chi è? È un mio amico? Chi è? È mio fratello? Chi è? Qualcuno ferisce la mia anima). È l'assolo di Slash a sorreggere anche la base di Give In to Me, una potente power ballad, mentre avviene un cambio di stile con le due ballate sullo sfondo di melodie gospel e soul, Will You Be There e Keep the Faith, introdotte da un segmento della Sinfonia nº9 di Beethoven eseguito dall'Orchestra di Cleveland. La prima è una preghiera di conforto e forza per la capacità di superare gli ostacoli, dove l'artista confessa anche le sue debolezze e i suoi dubbi, mentre la seconda delle due è un'esortazione all'ascoltatore ad avere sempre fiducia nelle proprie capacità personali nonostante le difficoltà poste dalla vita.
La tredicesima traccia, Gone Too Soon, è una poesia dedicata a Ryan White, un giovane stroncato dall'AIDS che aveva conosciuto Jackson prima di morire, e si presenta come una struggente riflessione sulla brevità della vita. L'album si chiude con la title track, Dangerous, introdotta da rumori che sembrano provenire da una fabbrica: particolare è la voce di Jackson, che sussurra per quasi tutta la durata della canzone, e solo nel ritornello raggiunge i suoi tipici acuti con alcuni scat vocali. Nel brano Jackson immagina di affrontare un amore "maledetto", una relazione pericolosa da cui il cantante tormentato vorrebbe fuggire, riuscendoci però difficilmente perché troppo affascinato dalla donna in questione. Jackson aveva già in passato affrontato tali tematiche in stile noir nei pezzi Heartbreak Hotel, Billie Jean e Dirty Diana.

## Promozione

### I video
Come i precedenti album di Jackson, anche Dangerous venne promosso tramite l'utilizzo di videoclip ad alto budget ed altamente innovativi per l'epoca. Il video che accompagnava il primo singolo Black or White, lungo 11 minuti e costato 4 milioni di dollari, venne girato nuovamente da John Landis, stesso regista del video di Thriller, e vedeva la partecipazione dell'attore Macaulay Culkin, allora in grande voga dopo il successo del film Mamma, ho perso l'aereo dell'anno prima, e, in un piccolo cameo, dell'allora sconosciuta Tyra Banks; all'esordio in TV, il 14 novembre 1991, si registrarono oltre 500 milioni di telespettatori, il che lo rese il video musicale con la più grande audience di sempre, con un nuovo record nel Guinness dei primati. A gennaio del 1992 fu pubblicato il secondo singolo Remember the Time che venne accompagnato da un videoclip ambientato nell'Antico Egitto; costato 2 milioni di dollari e girato da John Singleton, vi parteciparono l'attore Eddie Murphy, la modella e attrice Iman e il giocatore dell'NBA Magic Johnson. Seguirono quello di In the Closet girato da Herb Ritts, dove Jackson duettava e ballava con la modella Naomi Campbell, e quello di Jam, nel quale compariva il cestista Michael Jordan che insegnava a giocare a basket al cantante mentre Jackson gli insegnava dei passi di danza. Il video di Who Is It venne diretto da David Fincher, mentre in quello di Give In to Me apparivano Slash, Gilby Clarke e Teddy Andreadis, allora tutti membri dei Guns N' Roses. Il videoclip di Will You Be There era composto da alcune immagini live del cantante mentre si esibiva nel brano, mentre quello di Gone Too Soon includeva immagini del cantante in compagnia di Ryan White, giovane divenuto uno dei simboli della lotta all'HIV/AIDS e deceduto nel 1990, col quale Jackson aveva stretto amicizia.

### Esibizioni televisive
Il 27 novembre 1991 Jackson si esibì nello speciale TV per i 10 anni dalla nascita di MTV in Black or White, accompagnato da Slash dei Guns N' Roses, e in Will You Be There, accompagnato da un coro gospel. Nel corso dei successivi due anni, Jackson si esibì in altri brani dell'album anche in altre trasmissioni americane di successo come al gala inaugurale per Bill Clinton, in cui interpretò Gone Too Soon e Heal the World dal vivo, interpretò anche Dangerous agli American Music Awards 1993 e Remember the Time ai Soul Train Music Awards 1993, in cui si dovette esibire seduto su di un trono improvvisato a causa di una distorsione alla caviglia subita durante le prove della performance. Il cantante si esibì inoltre all'halftime del Super Bowl XXVII, promuovendo anche i brani dell'album Jam, Black or White e Heal the World; l'esibizione registrò il più alto livello di audience del Super Bowl fino ad allora, decretando la prima volta nella storia che la pausa tra i due tempi della famosa finale fece più indici d'ascolto che la partita stessa: con la sua esibizione di soli 13 minuti, Jackson portò l'audience del Super Bowl a quota 133,4 milioni negli Stati Uniti d'America, mentre in 85 nazioni del mondo si sintonizzarono in totale più di 1,4 miliardi di spettatori.

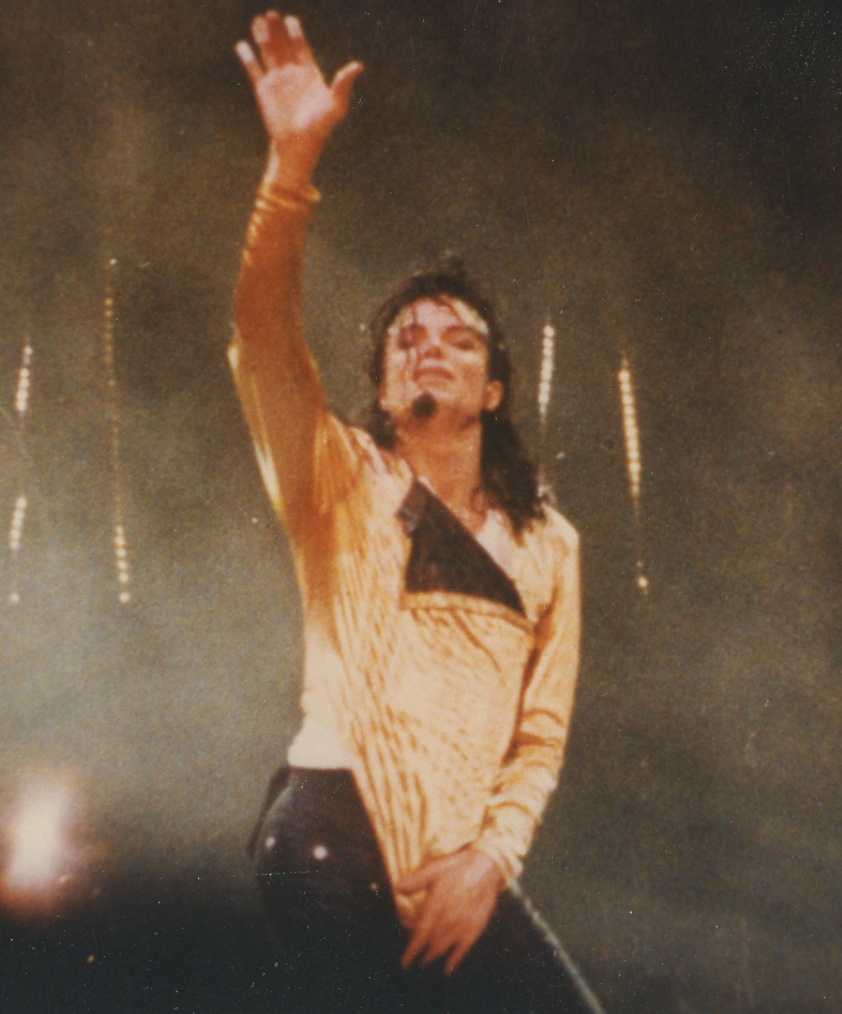
Michael Jackson durante una tappa del tour a Monza, il 6 luglio 1992.

### Dangerous World Tour
Il Dangerous World Tour è stato il secondo tour mondiale da solista di Michael Jackson, realizzato per promuovere l'album Dangerous. Il tour è iniziato il 27 giugno 1992 a Monaco di Baviera, in Germania, di fronte ad un pubblico di 75.000 persone, e si è concluso l'11 novembre del 1993 a Città del Messico con cinque concerti sold out da 100.000 persone a serata per un totale di 500.000 spettatori. La serie di concerti ha fatto tappa anche in Italia: prima a Roma il 4 luglio 1992 e poi a Monza il 6 e 7 luglio 1992.
Il totale dei ricavati di Jackson fu donato in beneficenza alla "Heal the World Foundation" in favore dei bambini bisognosi. Nel novembre del 1993 il tour fu sospeso anticipatamente per delle mai provate accuse di presunta pedofilia a carico di Jackson, ma ebbe comunque un ottimo successo registrando 4 milioni di spettatori. Nel 2005 venne pubblicato il DVD  con la registrazione del concerto del 1º ottobre 1992 svoltosi a Bucarest in Romania, e chiamato Live in Bucharest: The Dangerous Tour, che fu l'unico DVD live di Jackson in commercio fino all'uscita di Michael Jackson Live at Wembley July 16, 1988 nel 2012.

## Accoglienza

### Critica
| Recensione           | Giudizio |
| -------------------- | -------- |
| AllMusic             |          |
| Rolling Stone        |          |
| Robert Christgau     | A-       |
| Entertainment Weekly | B-       |
| Q                    |          |
| Virgin Encyclopedia  |          |

Dangerous è stato ben accolto dalla critica musicale e ha ricevuto un'ottima accoglienza anche da parte di siti di recensioni e riviste musicali. Il settimanale Q, la Virgin Encyclopedia e Rolling Stone hanno assegnato al disco un voto di 4 stelle su 5, lodando e sostenendo la svolta artistica compiuta da Jackson. Il critico Robert Christgau ha identificato l'album come uno dei migliori e più sperimentali di Michael Jackson, assegnandogli una "A-" aggiungendo che, per certi versi, «rimane fedele e coerente ai lavori dell'artista dai tempi di Off the Wall». Alan Light del Rolling Stone sostiene che, grazie a Dangerous, «Jackson non è più un bambino, è un vero e proprio artista che riesce a raggiungere la trascendenza attraverso la sua prestazione vocale.» Light ha inoltre notato come Dangerous sia riuscito «a compiere l'impossibile sfida di eguagliare Thriller». Stephen Thomas Erlewine di AllMusic ha descritto l'album come «una scelta più audace e nitida di Bad».
Il critico Joseph Vogel arguì come per Michael Jackson Dangerous soddisfacesse al meglio le aspettative dei fans, che attendevano il ritorno di Jackson sulle scene musicali da più di quattro anni, elogiandone soprattutto le qualità sonore e apprezzando le influenze urban, hip-hop e rap. Nella sua recensione Vogel ha così scritto: «Dangerous è sicuramente un meritevole ricordo di Jackson. Non c'è dubbio. Di volta in volta, la sua voce diventa sempre più grintosa, ossessionante. Non è solo diventato l'album più personale del cantante fino ad oggi, ma è un'Odissea musicale abbagliante: il lavoro di un artista impegnatosi con il mondo che lo circonda, e quello dentro di lui, come mai prima d'ora». Vogel ha inoltre confrontato l'album con Nevermind dei Nirvana sottolineando che «Se Nevermind è un'opera psichedelica incentrata sul punk rock e sul grunge, Dangerous affonda le sue radici nel R&B e nel new jack swing. Eppure entrambi presentano un sorprendente senso di alienazione, con molti brani che fungono come una sorta di poesia confessionale. Contengono una vasta gamma di ganci pop orecchiabili e ritornelli, mentre le tracce d'apertura si mescolano con suoni metropolitani.»
Vogel ha poi spiegato come gli elementi sonori di Dangerous fossero tra i più innovativi di qualsiasi altro album dell'epoca e abbiano contribuito a ridefinire il modo di concepire la musica pop.
Per i 25 anni dell'album, il critico Chris Lacy di Albumism ha definito Dangerous «un gioiello immacolato nella metaforica corona del Re del Pop» descrivendolo così: «Riley e Bottrell offrono una sintesi di ritmi costantemente nitidi e freschi, traendo influenze dall'hip-hop, dal rock, dal gospel e dal pop orchestrale. I testi di Michael sono politicamente potenti ed emotivamente onesti, rivelando una superstar carismatica e tormentata al culmine dei suoi poteri. Dalle ingiustizie della società (Jam, Black or White) e dalla dolorosa vulnerabilità (Who Is It, Give In to Me) alle relazioni intime (In the Closet, Remember the Time) e alla dipendenza da Dio (Will You Be There, Keep the Faith), Jackson sfida la percezione pubblica della sua vita "perfetta" e della pop star privilegiata».
Si muove controcorrente il sito di Rolling Stone Italia, che recensisce Dangerous negativamente. Pur ammirando il tentativo dell'album di «abbandonare la sindrome di Peter Pan e diventare finalmente adulto», la rivista sostiene che non avrebbe la genialità e l'ispirazione di Thriller. Secondo il medesimo sito, «probabilmente è per il suo approccio semplicistico che è diventato un culto soprattutto nello sviluppo dell'r&b più generalista: è quel che richiede il pop moderno.»

### Accusa di plagio

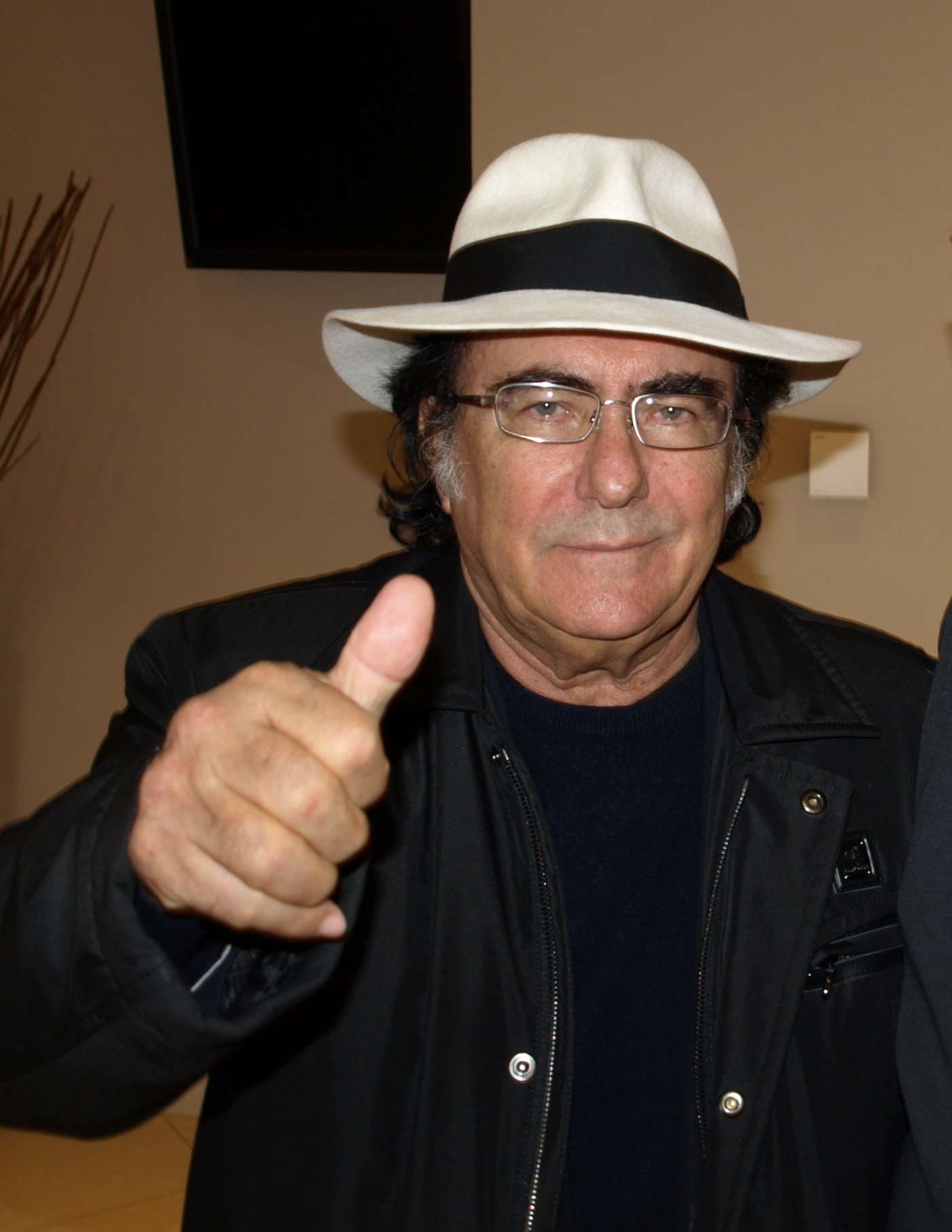
Il cantante italiano Al Bano, accusatore di Jackson.

Nel maggio del 1992 il cantautore italiano Al Bano fece causa a Michael Jackson avanzando accuse di plagio: il cantante pugliese infatti, ritenendo che il brano del cantante Will You Be There fosse un plagio di I Cigni di Balaka, canzone di Carrisi e Romina Power del 1987, denunciò Jackson.
A seguito di ciò, l'album Dangerous (in cui era contenuto il brano in questione) venne sequestrato in tutta Italia dalla pretura civile di Roma con un'ordinanza del 21 dicembre del 1994, revocata in seguito dalla prima sezione del Tribunale. Nel gennaio 1995 la Sony Music, titolare dei diritti del brano di Jackson, conveniva dinanzi al Tribunale di Milano e Al Bano, Michael Jackson, la Fortissimo, la Mijac e la SIAE chiedendo, previo accertamento dell'insussistenza del plagio, la revoca del provvedimento cautelare. Tutti i convenuti si costituivano in giudizio all'udienza dell'11 aprile 1995. Respinta dal giudice istruttore la richiesta di sospensione del procedimento, da un lato Al Bano proponeva la causa di merito innanzi al Tribunale di Roma, dall'altro Michael Jackson veniva raggiunto da un decreto di citazione a giudizio per il reato di plagio, il cui dibattimento iniziava dinanzi al Pretore Penale di Roma il 25 settembre 1995. Dopo aver espresso la sua disponibilità ad essere interrogato in merito in Italia, nel 1997 Jackson si presentò a sorpresa al processo in corso a Roma, nell'aula numero cinque della Pretura di piazzale Clodio, rilasciando una dichiarazione spontanea in cui si diceva innocente e in cui affermava di non conoscere il "maestro" Al Bano.
Nel marzo 1997 la prima sezione del Tribunale di Roma revocava l'ordinanza cautelare di tre anni prima. Nella motivazione del provvedimento, i giudici scrissero: «Manca, allo stato degli atti, una prova attendibile e convincente che Jackson abbia avuto conoscenza del brano musicale realizzato da Al Bano. Enti statunitensi deputati al deposito delle opere musicali, conformi sostanzialmente alla SIAE, hanno escluso che il brano di Al Bano Carrisi sia mai stato pubblicato e diffuso negli Stati Uniti d'America».
I periti stabilirono successivamente che le due canzoni avevano 37 note di seguito identiche nel ritornello, e quindi il plagio sussisteva. L'11 maggio 1997, il Pretore Penale di Roma Mario Frigenti condannò Michael Jackson a pagare una somma di 4 milioni di lire per il delitto di plagio ma gli furono concesse le attenuanti, la sospensione della pena e la non menzione; inoltre non venne esaudita la richiesta di Carrisi di ricevere come indennizzo per i danni subiti 5 miliardi di lire.
Il 20 novembre 1997 la prima sezione del Tribunale civile di Milano stabilì che non c'era stato un plagio vero e proprio da parte di Jackson, ma che il suo pezzo e quello di Al Bano erano entrambi «privi di originalità», in quanto entrambi vagamente ispirati da vecchi pezzi blues americani, tra cui Bless You for Being an Angel, una musica molto popolare tipica degli indiani d'America, all'epoca sprovvisto di diritti di copyright.
Al Bano fu tenuto a risarcire le spese legali sostenute dalla Sony Music. Alla popstar furono addebitate invece le spese processuali. 
In una biografia non ufficiale di Jackson si riporta che i due si promisero di realizzare in seguito un concerto insieme a favore dei bambini maltrattati nel mondo. Il concerto però non ebbe mai luogo in quanto poco dopo Jackson fu colpito dalle accuse di presunta pedofilia. Il 14 marzo 2001 si concluse anche il procedimento penale di Roma: i giudici della III sezione della Corte d'Appello di Roma ribaltarono la sentenza di primo grado del maggio 1999, assolvendo Michael Jackson dal reato di plagio «perché il fatto non sussiste». Durante il periodo del processo la Sony Music, per non registrare un calo delle vendite, rimise l'album subito in commercio in Italia, ma senza la canzone incriminata e con la pagina del libretto dove si trovava il testo di Will You Be There completamente bianca. Questa versione diventò presto un pezzo da collezione per i fan di Jackson di tutto il mondo. In seguito, a processo ultimato, la Sony rimise in vendita l'album nella sua versione originale anche in Italia.

## Tracce
1. Jam – 5:39 (Michael Jackson, René Moore, Bruce Swedien, Teddy Riley)
2. Why You Wanna Trip on Me – 5:24 (Teddy Riley, Bernard Belle)
3. In the Closet (duet with Mystery Girl) – 6:31 (Michael Jackson, Teddy Riley)
4. She Drives Me Wild – 3:41 (Michael Jackson, Teddy Riley, Aqil Davidson)
5. Remember the Time – 4:00 (Michael Jackson, Teddy Riley, Bernard Belle)
6. Can't Let Her Get Away – 4:58 (Michael Jackson, Teddy Riley)
7. Heal the World – 6:25 (Michael Jackson)
8. Black or White – 4:15 (Michael Jackson, Bill Bottrell) – contiene un segmento rap di Bill Bottrell sotto lo pseudonimo L.T.B.
9. Who Is It – 6:34 (Michael Jackson)
10. Give In to Me – 5:29 (Michael Jackson, Bill Bottrell)
11. Will You Be There – 7:40 (Michael Jackson)
12. Keep the Faith – 5:57 (Michael Jackson, Glen Ballard, Siedah Garrett)
13. Gone Too Soon – 3:23 (Larry Grossman, Buz Kohan)
14. Dangerous – 7:01 (Michael Jackson, Bill Bottrell, Teddy Riley)

### Out-takes
Le canzoni scartate sono più di 50. Qui di seguito sono elencate, in ordine alfabetico, alcune di quelle conosciute e, tra parentesi, è indicato se sono state pubblicate negli anni seguenti in una raccolta, in un album postumo o trapelate on line:
- A Baby Smiles
- Ask Her It
- Bad Girl
- Blood on the Dance Floor (scelta inizialmente per essere inserita come 13ª traccia venne infine scartata, poi rielaborata ed inserita in Blood on the Dance Floor: HIStory in the Mix nel 1997)
- Bottle Of Smoke
- Bubble
- Bumper Snippet (doveva far parte della Special Edition dell'album del 2001 nel CD 2 poi cancellato)
- California Grass
- Deep in the Night (registrata nel luglio del 1990, è trapelata on line nel 2023)[114]
- Do You Know Where Your Children Are (pubblicata, sia come versione demo che come versione riarrangiata, nel 2014 nell'album postumo Xscape)
- Is This Scary (iniziata a registrare per la colonna sonora del film La famiglia Addams 2 del 1993, venne rielaborata, riarrangiata e pubblicata infine col  nome Is It Scary per l'album Blood on the Dance Floor: HIStory in the Mix nel 1997)
- Family Thing (registrata per la colonna sonora del film La famiglia Addams 2 del 1993, trapelata online nel 2023)
- Fever
- For All Time (scritta per l'album Thriller, venne registrata durante le sessioni di Dangerous, pubblicata nel 2008 nell'album Thriller 25)
- Get Up[115]
- Ghost of Another Love (qualche spezzone è trapelato online)
- Ghosts (registrata per Dangerous venne scartata, poi rielaborata ed inserita in Blood on the Dance Floor: HIStory in the Mix nel 1997)
- Happy Birthday Lisa (scritta da Jackson per un episodio dei I Simpson nel 1991, per questioni contrattuali venne infine cantata nell'episodio da un suo imitatore. La versione cantata da Jackson doveva far parte della Special Edition dell'album del 2001 nel CD 2 poi cancellato, è trapelata al pubblico on line)
- If You Don't Love Me (doveva far parte della Special Edition dell'album del 2001 nel CD 2 poi cancellato, è trapelata al pubblico on line)
- Jane is a Groupie (registrata nel 1989, una parte del ritornello è trapelata online)
- Joy (incisa infine dai Blackstreet nel 1992)
- Lying to Myself[115]
- Man In Black[115] (trapelata online, ma non per intero, è completa ed eventualmente pronta per la pubblicazione ufficiale)
- Make a Wish
- Mind Is the Magic (scritta e registrata nel 1989, precedentemente alle primissime sessioni di Dangerous, come regalo per i maghi Siegfried & Roy, che la utilizzarono per aprire alcuni dei loro spettacoli di Las Vegas, venne pubblicata ufficialmente in uno speciale CD singolo nel 2010 dopo la morte di Michael Jackson)
- Monkey Business (pubblicata nel 2004 nella raccolta The Ultimate Collection)
- Serious Effect (doveva far parte della Special Edition dell'album del 2001 nel CD 2 poi cancellato, è trapelata al pubblico on line)
- Seven Digits (alcuni spezzoni sono trapelati online)
- She Got It (doveva far parte della Special Edition dell'album del 2001 nel CD 2 poi cancellato, è trapelata al pubblico on line)
- Slave to the Rhythm (pubblicata, sia come versione demo che come versione riarrangiata, nel 2014 nell'album postumo Xscape)
- Someone Put Your Hand Out (scelta inizialmente per essere inserita come 7ª traccia, fu scartata e pubblicata successivamente in audiocassetta, in regalo con un concorso Pepsi nel 1992. Venne ripubblicata in seguito nel 2004 nella raccolta The Ultimate Collection)
- Superfly Sister (registrata per Dangerous venne scartata, poi rielaborata ed inserita in Blood on the Dance Floor: HIStory in the Mix nel 1997)
- The Love You Save (Adult Version)
- What About Us (demo di una seconda versione di Earth Song, è trapelata al pubblico online)
- Work That Body (doveva far parte della Special Edition dell'album del 2001 nel CD 2 poi cancellato, è trapelata al pubblico online)

## Successo commerciale
Dangerous venne pubblicato il 26 novembre del 1991 e debuttò direttamente in vetta alla Billboard 200 con 326 500 copie vendute nel corso della prima settimana, rimanendo per 4 settimane al primo posto e per 117 settimane all'interno della classifica. L'album si confermò in poco tempo come il disco più venduto del 1992 e vendette oltre 32 milioni di copie in breve tempo, di cui 8 milioni vendute nei soli Stati Uniti d'America, dove è stato certificato otto volte disco di platino dalla Recording Industry Association of America.
Nel resto del mondo, l'album è riuscito a raggiungere la vetta delle classifiche in Australia, Francia, Paesi Bassi, Giappone, Spagna e Svizzera. In Italia si fermò alla 2ª posizione, ma ebbe comunque un buon riscontro di vendite, rivelandosi il 6º album più venduto dell'anno e ricevendo il disco di diamante dalla FIMI. Nel Regno Unito, Dangerous rimase al primo posto della Official Albums Chart per soli sette giorni, ma in compenso rimase in classifica per 96 settimane, totalizzando una vendita di 2 100 000 copie, e a seguito di ciò, la Official Charts Company gli attribuì 7 dischi di platino.
Dopo la morte di Michael Jackson, avvenuta il 25 giugno 2009, tutti i suoi album, singoli e raccolte aumentarono esponenzialmente le vendite e anche Dangerous rientrò ai primi posti delle classifiche mondiali.
Con più di 45 milioni di copie vendute nel mondo è ancora oggi uno degli album più venduti di tutti i tempi per un artista solista.

## Classifiche

### Classifiche settimanali
| Classifica (1991-2021) | Posizione massima |
| ---------------------- | ----------------- |
| Australia              | 1                 |
| Austria                | 2                 |
| Brasile                | 1                 |
| Canada                 | 3                 |
| Finlandia              | 1                 |
| Francia                | 1                 |
| Germania               | 1                 |
| Giappone               | 1                 |
| Grecia                 | 23                |
| Italia                 | 2                 |
| Messico                | 6                 |
| Norvegia               | 1                 |
| Nuova Zelanda          | 1                 |
| Paesi Bassi            | 1                 |
| Regno Unito            | 1                 |
| Spagna                 | 1                 |
| Stati Uniti            | 1                 |
| Svezia                 | 2                 |
| Svizzera               | 1                 |
| Ungheria               | 5                 |

### Classifiche di fine anno
| Classifica (1992) | Posizione |
| ----------------- | --------- |
| Austria           | 5         |
| Germania          | 3         |
| Italia            | 6         |
| Nuova Zelanda     | 13        |
| Regno Unito       | 6         |
| Spagna            | 15        |
| Stati Uniti       | 2         |
| Svizzera          | 4         |
| Classifica (1993) | Posizione |
| Austria           | 20        |
| Germania          | 6         |
| Nuova Zelanda     | 2         |
| Stati Uniti       | 38        |

### Classifiche di fine decennio
| Classifica (1990–1999) | Posizione |
| ---------------------- | --------- |
| Austria                | 8         |
| Stati Uniti            | 44        |

### Classifiche 2009
| Classifica (2009) | Posizione raggiunta |
| ----------------- | ------------------- |
| Stati Uniti       | 7                   |
| Italia            | 4                   |